# Steve Beresford
Pour les articles homonymes, voir Beresford.
Steve Beresford, né le 6 mars 1950 à Wellington (Shropshire), est un compositeur et multi-instrumentiste britannique. Il joue d'un grand nombre d'instruments parmi lesquels on peut citer le piano, le clavier, la trompette, la contrebasse, pour se limiter aux plus conventionnels. Il a travaillé dans des champs musicaux extrêmement variés, allant de la musique de film ou de télévision à l'expérimentation musicale la plus avant-gardiste, mais est surtout connu dans le monde l'improvisation libre ; il a également collaboré avec plusieurs groupes plus proches de la musique pop (The Slits, Frank Chickens...)

## Biographie
Il naît dans une famille de musiciens et commence dès l'âge de sept ans l'étude du piano. Adolescent il est trompettiste dans une petite formation de musique soul.
Après ses études à l'Université d'York, il découvre l'improvisation musicale à Londres en 1974 et collabore avec divers musiciens du Spontaneous Music Ensemble. Tout au long de la décennie il multiplie les collaborations avec les musiciens issus de l'avant-garde (Derek Bailey, David Toop), joue de la basse dans les Roogalator ainsi qu' avec Jan Steele sur le cinquième opus du label de Brian Eno Obsure en 1976. Il fait également une apparition télévisée aux côtés de The Flying Lizards dans l'émission Top of the Pops. En 1979 il devient un familier de la scène downtown newyorkaise, où il côtoie des musiciens comme John Zorn, Eugene Chadbourne ou Toshinori Kondo.
Par la suite il continuera de composer dans des domaines variés, allant du théâtre (auquel il s'est intéressé très tôt) au stylisme. Les années 1980 sont l'occasion de nouvelles coopérations (avec Tony Coe, Lol Coxhill, Misha Mengelberg, Han Bennink...).

## Style et influence
Soutenant au départ une approche musicale clairement bruitiste, son style a plus tard évolué pour se rapprocher d'un univers plus pop. Il est également connu pour utiliser des instruments expérimentaux comme des jouets normalement destinés aux enfants dans ses compositions.

## Discographie (incomplète)
- The Melody Four: La Paloma...: Chabada
- The Melody Four: Love Plays Such Funny Games: Chabada
- 1985: Steve Beresford His Piano & Orchestra: Eleven Songs for Doris Day: Chabada
- The Melody Four?: Si Señor: Chabada
- 1986: The Melody Four: T.V.? Mais oui!: Chabada
- 1988 L'extraordinaire jardin de  Charles Trenet Chabada